# In memoriam (Aho)

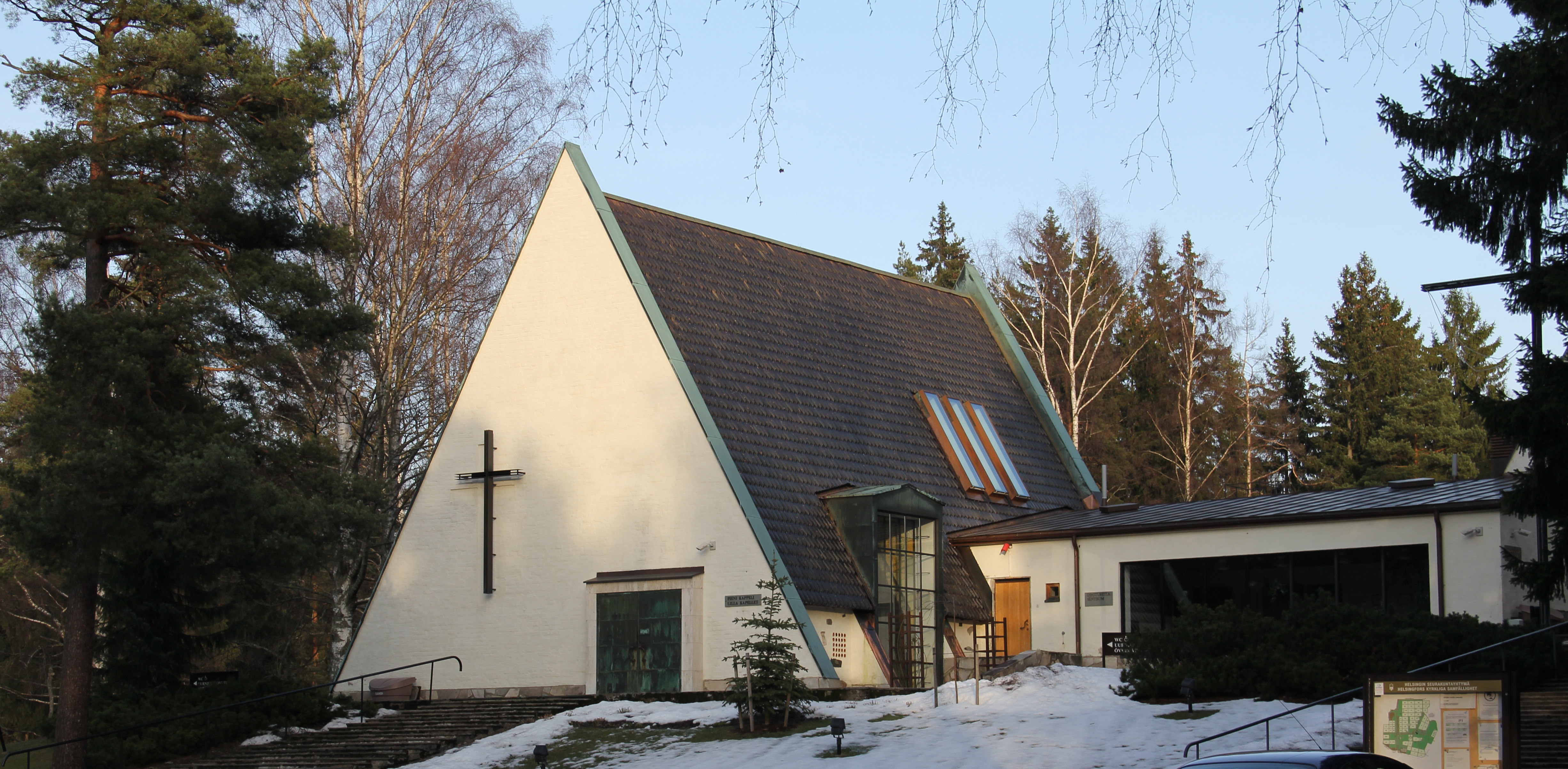
Honkanummikerk

In memoriam is een compositie van Kalevi Aho.
Aho schreef het werk voor pijporgel solo ter uitvoering bij de begrafenisdienst voor de schrijver Juha Mannerkorpi. Lauri Esko bespeelde het orgel van de Honkanummikerk in Vantaa tijdens de eredienst, 27 september 1980. Aho verwees in de te spelen tonen naar de naam van de schrijver. Het nadeel van gelegenheidsmuziek is dat ze daarna zelden meer wordt uitgevoerd. De organist Jan Lehtola, muzikaal vriend van de componist, nam het werkje op voor een compact disc gewijd aan de orgelmuziek van Aho 2010 en had in Malmö een aanzienlijk groter orgel tot zijn beschikking dan Lauri Esko.